# Massacre de Mladenovac e Smederevo
O massacre de Mladenovac e Smederevo foi um ataque ocorrido em 4 de maio de 2023 nas cidade de Mladenovac e Smederevo, Sérvia. O crime foi cometido por Uros Blazic, um jovem de 21 anos que, usando um arma automática, matou oito pessoas e feriu outras treze em três vilarejos sérvios.  
O incidente aconteceu pouco mais de 24 horas após um adolescente de 13 anos matar dez pessoas num tiroteio na Escola Vladislav Ribnikar, em Belgrado, no que foi o primeiro crime deste tipo numa escola na Sérvia.

## Contexto
A Sérvia é o terceiro país com mais armas per capita no mundo. Segundo a Euronews "na Sérvia e nos Balcãs, os massacres com armas de fogo são raros, apesar da profusão de armas devido às guerras que resultaram do desmembramento da antiga Jugoslávia". 
"Apesar do forte controle de armas, a Sérvia e o resto dos Bálcãs Ocidentais estão inundados de armas e munições de nível militar que permaneceram em mãos privadas após as guerras da década de 1990 que destruíram a ex-Iugoslávia", reportou a Reuters. 
O G1 chamou a situação no país de "cultura de armas disseminada". 

## Crime

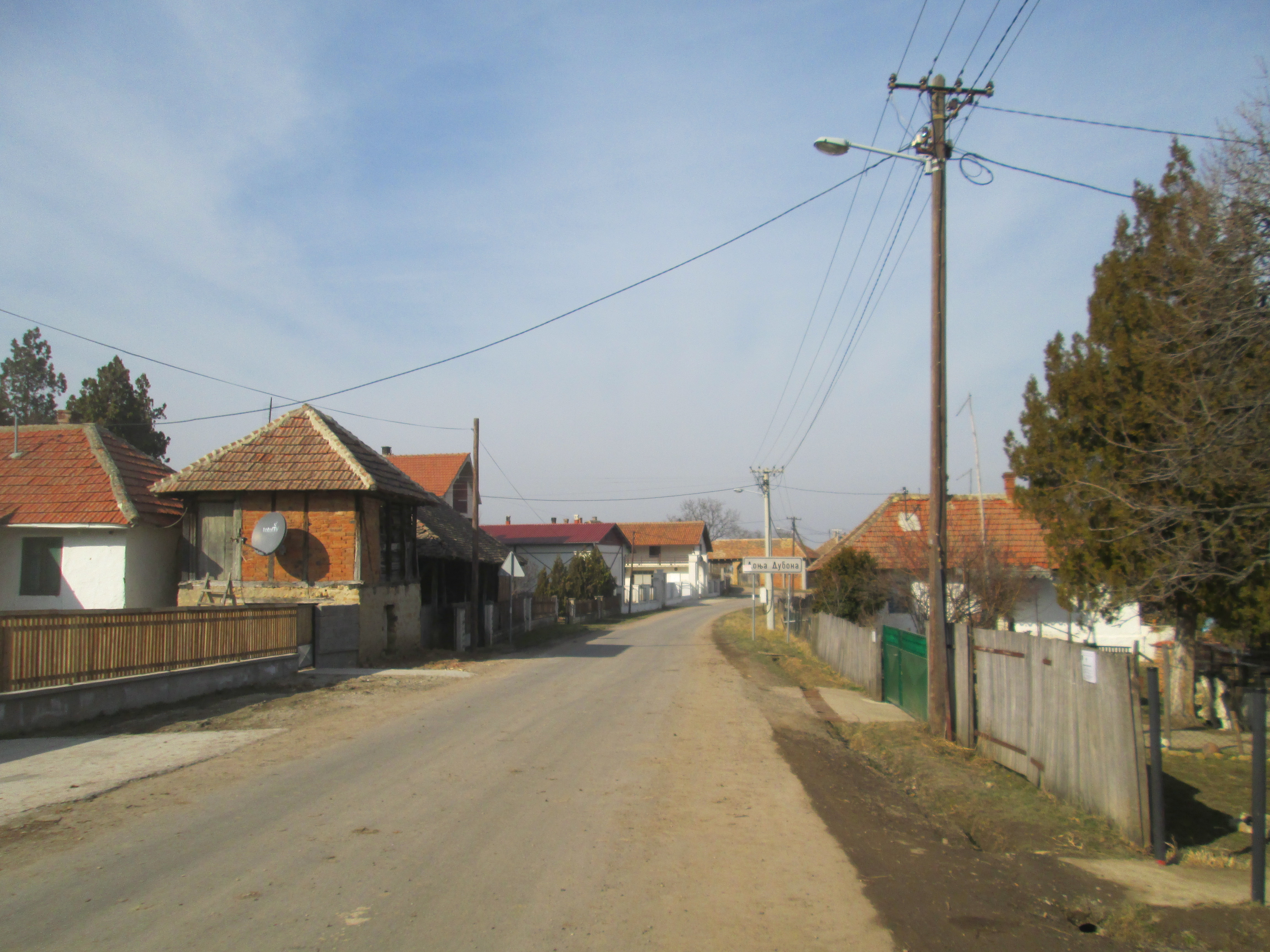
O atirador fez as primeiras vítimas na vila de Dubona

Na noite de 04 de maio, após uma discussão, por volta das 11 horas, Uros entrou no carro onde pegou uma arma para depois abrir fogo com uma arma automática, escolhendo pessoas à esmo nas vilas de Dubona e Sepsin, em Mladenovac, e de Mali Orasje, na cidade de Smederevo. 
Ele fugiu após o crime e foi encontrado nas primeiras horas da manhã do dia 05, uma sexta-feira, na casa de parentes na aldeia de Vinjišt, em Kragujevac, onde os policiais também descobriram um arsenal de armas, incluindo granadas de mão.  

### Autor
Uros Blazic vestia uma camiseta com símbolos nazistas e depois de ser preso disse durante o depoimento que seu objetivo era "assustar a população". 
Segundo do Mirror, ele era "filho de um militar sérvio e amigo de uma estrela de reality show" chamada Nikola Đorđević. 
De acordo com testemunha, ele e sua família tinham um comportamento anormal e Uros já havia atacado um policial e um idoso de 70 anos, sido preso por posse de armas e que costumava dirigir pela vila onde morava a 200km/h. Outro morador de Dubona relatou que ele matava animais a tiros quando tinha 10 anos de idade. "Todo mundo ficou sabendo disso e ninguém reagiu. Não era brincadeira de criança. Deu pra ver que ele não era normal", disse a testemunha ao jornal Informer. Outra pessoa ainda informou que o pai havia tentado atropelar um vizinho com um trator por uma disputa envolvendo uma propriedade.   
Durante seu testemunho o criminoso disse que havia um complô contra ele. "Desde muito jovem, vi a injustiça e a tristeza, a injustiça da sociedade refletida em mim. Não tenho ídolos, sou ortodoxo, sérvio, cristão, não fumo, não bebo álcool", disse, enfatizando que sofria "zomabaria" por ter a pele mais escura. 

### Vítimas
Oito pessoas morreram e 14 ficaram feridas, duas delas gravemente. Entre os mortos estão um policial e sua irmã. 
Cinco pessoas morreram na vila de Malo Orašje e três na vila de Dubona.

## Investigações e prisão
A busca pelo criminoso envolveu autoridades de Belgrado, Smederevo e Kragujevac e mais de de 600 polícias, incluindo membros da Unidade Especial Anti-Terrorista, do Serviço de Métodos Especiais de Investigação e da Unidade de Intervenção 92, e pilotos de helicópteros, participaram da captura. O assassino foi encontrado na casa de parentes, local onde ele estava escondido foram encontrados uma carabina com ótica, uma pistola, uma pistola de sinalização, dois silenciadores, uma faca de caça e outras armas, 164 balas de diferentes calibres, 13 cartuchos de caça, 12 cartuchos, 4 balas de sinalização e 25 munições de carabina.  

## Reações

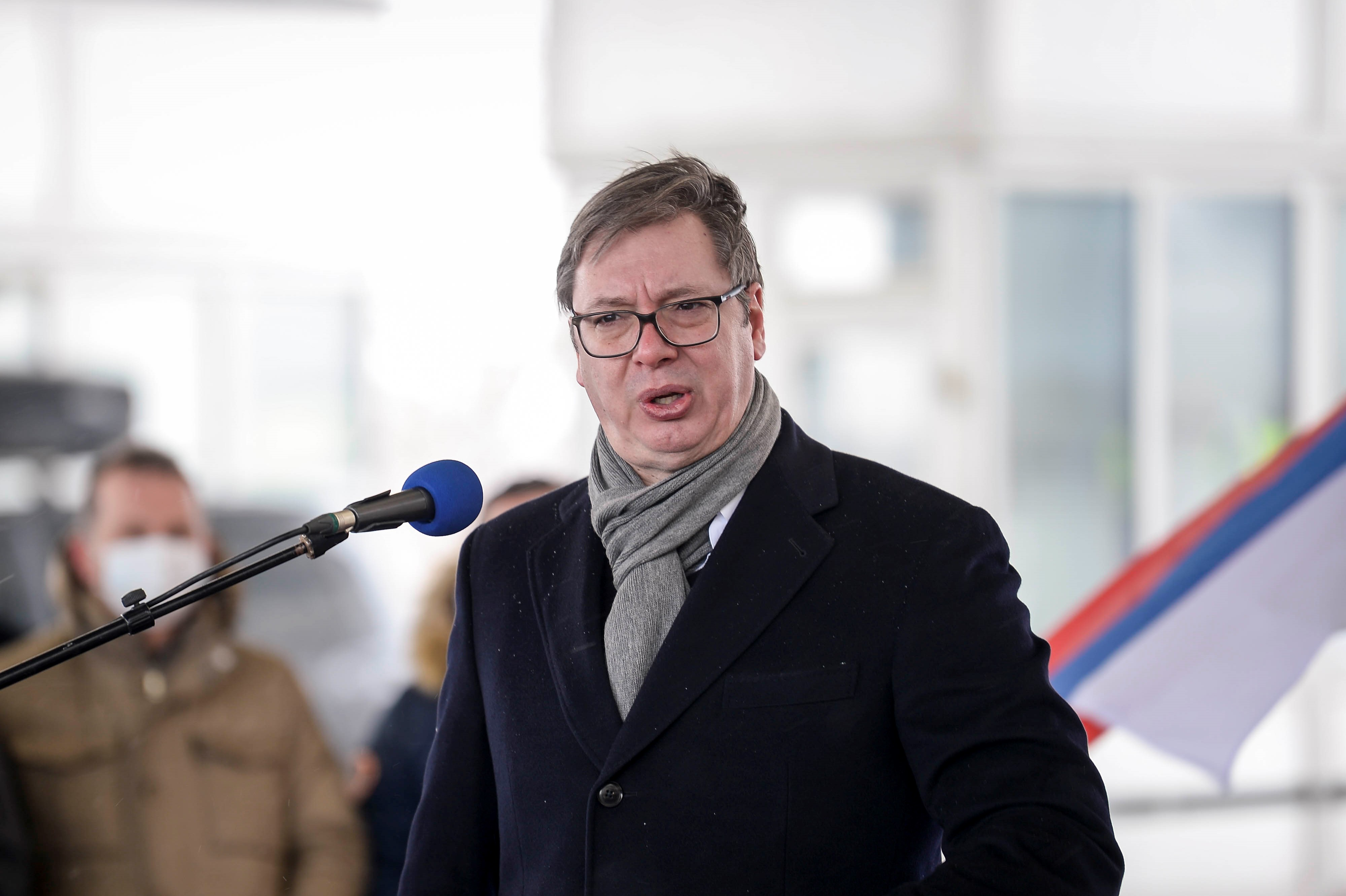
Vucic condenou o ataque (imagem meramente ilustrativa)

Aleksandar Vucic, presidente da Sérvia, disse que os “monstros nunca mais veriam a luz do dia” e que "este é um ataque a todo o nosso país" e prometeu desarmar a Sérvia. Ele também disse que regras mais duras para o controle de armas legais e ilegais seriam impostas. "Realizaremos um desarmamento quase total da Sérvia", enfatizou.  

## Desdobramentos
O governo da Sérvia lançou dias depois um programa para para combater a violência, sendo que a medida mais importante é o desarmamento da Sérvia e até o dia 18 de maio 25 escolas de tiro tinha sido vistoriadas e 26.339 armas haviam sido entregues voluntariamente. 
Também houve protestos públicos em Belgrado onde milhares de pessoas criticaram a atuação do governo. Segundo a VOA News, os manifestantes exigiam a renúncia de do presidente Vucic, do ministro do Interior, Bratislav Gasic, e do chefe da Agência de Inteligência de Segurança, Aleksandar Vulin, e a revogação das licenças de transmissão de duas redes de TV que, segundo eles, promovem a violência e glorificam figuras do crime. 